# Sierra de Queija
La sierra de Queija (en gallego: serra da Queixa) es una sierra localizada en la parte central del Macizo Central Orensano. En ella se encuentran los puntos más altos de este: Cabeza de Manzaneda con 1781 m, Cabeza Pequeña de Manzaneda con 1775 m y Los Toleiros con 1734 m. Está conformada en la parte occidental por lutolita y areniscas, y en la oriental por granito de dos micas.